# Inna Kamarie
Carolina Agustine Kamarie (nacida en Bekasi, Java Occidental, el 18 de agosto de 1986) es una cantante de jazz indonesia más conocida también como Ina. Originalmente se la conoció como vocalista del grupo Lani. Antes de audicionar, Ina a menudo ha cantado en varios festivales de Jazz a nivel Internacional, y también cantó en varios salones y cafeterías de una concentración de jazz. A principios de 2008 comenzó su carrera artística con el grupo musical Lani, en la que resucitó su nombre. Por último, con el permiso de Ahmad Dhani y sus amigos en el Dewi Dewi, Ina oficialmente se separa de Lani el 1 de junio de 2008. Aunque ya era denominada como la artista favorita.

## Discografía
- Indonesian Jazz Vol. 2 (2006) - featuring Beben Jazz
- Recycle + (2007) - bersama Dewi Dewi
- I Love U Boy (2011)
- Firasatku feat. Piyu (2012)
- Cinta Terbaik (2018)